# Peter Kanitsch
Peter Kanitsch (* 11. Februar 1808 in Moosburg; † 23. Februar 1894 in Klagenfurt) war ein österreichischer Verwaltungsjurist und Politiker. 

## Leben
Kanitsch war der Sohn eines Pflegers und katholischer Konfession. Er studierte von 1827 bis 1829 Rechtswissenschaften an der Universität Graz. Danach war er von 1829 bis 1831 Rechtspraktikant beim Appellationsgericht Klagenfurt und von 1832 bis 1833 Konzeptbeamter bei der Bezirkshauptmannschaft in Villach. Zwischen 1833 und 1850 war er Bezirkskommissär und Richter in Karlsberg b. St. Veit, bevor er von 1850 bis 1868 Vorsteher des Bezirksamtes, zunächst in St. Veit, seit 1854 in Friesach (Kärnten) wurde. Von 1868 bis 1872 war er Bezirkshauptmann im Bezirk Spittal an der Drau. Ab 1872 lebte er im Ruhestand in Klagenfurt.
Vom 22. Februar 1849 (für Jacob Scheließnigg) bis zum 30. April 1849 vertrat er den Wahlkreis 2. Kärnten (St. Veit) in der Frankfurter Nationalversammlung. Im Parlament blieb er fraktionslos und stimmte mit der Rechten. Er gehörte zu den Abgeordneten, die gegen die Wahl Friedrich Wilhelms IV. zum Kaiser der Deutschen stimmten.